# Фалчу (Васлуј)
Фалчу (рум. Fălciu) насеље је у Румунији у округу Васлуј у општини Фалчу. Oпштина се налази на надморској висини од 27 m.

## Становништво
Према подацима из 2002. године у насељу је живело 6222 становника, од којих су сви румунске националности.

### Хронологија
| Година       | 1992 | 1993 | 1994 | 1995 | 1996 | 1997 | 1998 | 1999 | 2000 | 2001 | 2002 | 2003 | 2004 | 2005 | 2006 | 2007 | 2008 | 2009 | 2010 | 2011 | 2012 | 2013 | 2014 | 2015 | 2016 | 2017 |
| ------------ | ---- | ---- | ---- | ---- | ---- | ---- | ---- | ---- | ---- | ---- | ---- | ---- | ---- | ---- | ---- | ---- | ---- | ---- | ---- | ---- | ---- | ---- | ---- | ---- | ---- | ---- |
| Становништво | 6787 | 6748 | 6708 | 6662 | 6547 | 6499 | 6586 | 6558 | 6564 | 6546 | 6586 | 6540 | 6487 | 6403 | 6338 | 6305 | 6205 | 6142 | 6060 | 5997 | 5926 | 5837 | 5794 | 5737 | 5696 | 5609 |